# Saint-Germer-de-Fly
Saint-Germer-de-Fly is een gemeente in het Franse departement Oise (regio Hauts-de-France). De plaats maakt deel uit van het arrondissement Beauvais. Saint-Germer-de-Fly telde op 1 januari 2022 1.680 inwoners. In de gemeente staan de resten van de abdij van Flay, gesticht door Saint Germer.

## Geografie
De oppervlakte van Saint-Germer-de-Fly bedroeg op 1 januari 2022 19,9 vierkante kilometer; de bevolkingsdichtheid was toen 84,4 inwoners per km².

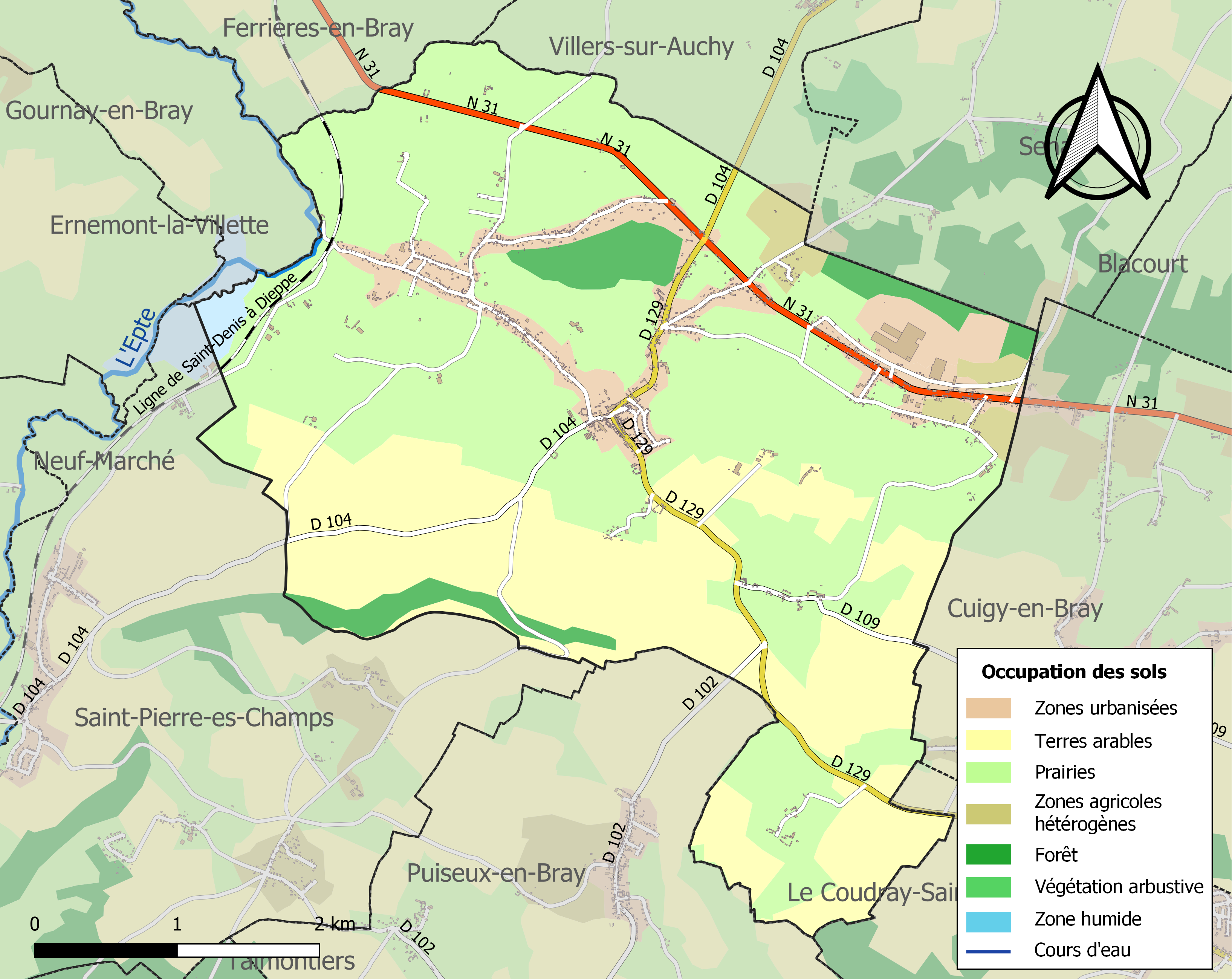
Kaart van de gemeente met belangrijkste infrastructuur, bodemgebruik en omliggende gemeenten

## Demografie
Onderstaande figuur toont het verloop van het inwonertal (bron: INSEE-tellingen).